# Les Feluettes (pièce de théâtre)
Pour les articles homonymes, voir Les Feluettes.
Les Feluettes (sous-titré La Répétition d'un drame romantique) est un drame en sept épisodes du dramaturge québécois Michel Marc Bouchard écrit en 1985. La pièce, l'une de ses plus connues, est centrée autour de la relation amoureuse entre deux jeunes Saguenéens, en 1912. Elle aborde de nombreux thèmes récurrents de l'œuvre de Bouchard, notamment l'homosexualité et les relations familiales.
Une première version de la pièce est présentée en lecture publique en 1985 à L'Atelier du Conseil des arts du Canada. Elle sera finalement montée le 10 septembre 1987 à la salle Fred-Barry du Théâtre Denise-Pelletier. Le texte est publié en 1988 aux éditions Leméac. 

## Personnages
Les personnages sont joués exclusivement par des hommes. Le descriptif est tiré de l'œuvre originale.
En 1912
- Simon Doucet : jeune Québécois, Robervalois d'origine. De tempérament impulsif. Pyromane. Reconnu pour sa grande beauté. Il est la fierté de son père. Il est âgé de 19 ans.
- Le comte Vallier de Tilly : jeune Français, Robervalois d'adoption. Descendant de la famille des Bourbons. Reconnu pour son intelligence, mais également pour sa trop grande sensibilité, ce qui lui a valu le surnom de « Feluette ». Il est quelques mois plus jeune que Simon.
- Le père Saint-Michel : metteur en scène du Martyre de saint Sébastien. Québécois, il enseigne depuis quatre ans au collège Saint-Sébastien. Ses spectacles à tendance érotico-ecclésiastique commencent à faire jaser.
- Un jeune étudiant : remplaçant du jeune Jean Bilodeau dans le rôle de la jeune esclave syrienne dans la production du père Saint-Michel.
- Jean Bilodeau : jeune Robervalois, étudiant du collège participant à la production du père Saint-Michel.
- La comtesse Marie-Laure de Tilly : femme distinguée d'une cinquantaine d'années. Mère de Vallier. Entre ses fabulations et ses accrochages avec son fils unique, elle attend depuis cinq ans le retour de son mari reparti en France.
- Timothée Doucet : Robervalois, veuf, alcoolique, cinquante ans, père de Simon. Il est le valet de pied du mercredi de Vallier depuis six ans.**Le baron de Hüe : médecin français en vacances à l'hôtel Roberval.
- Mademoiselle Lydie-Anne de Rozier : Française d'une trentaine d'années, d'une très belle apparence. Propriétaire d'un aérostat. Avec le temps, elle est devenue une spécialiste du mensonge.
- La baronne de Hüe : femme du baron. Sportive ayant un faible pour la ouananiche.

En 1952
- Le vieux Simon
- Son éminence monseigneur Jean Bilodeau

## Résumé
En 1952, un groupe d'ex-détenus, dirigé par Simon Doucet, l'un des leurs, séquestrent monseigneur Bilodeau pour lui jouer les événements étant advenus quarante ans plus tôt, lorsque les deux hommes étaient étudiants au Collège Saint-Sébastien de Roberval. En 1912, ils faisaient partie de la distribution du Martyre de saint Sébastien, de Gabriele D'Annunzio, mise en scène par le père Saint-Michel. Le spectacle des ex-prisonniers met en scène les amours interdites de Simon et le comte Vallier de Tilly, jeune aristocrate français ruiné et exilé avec sa mère. La représentation a pour but de faire avouer à monseigneur Bilodeau les véritables circonstances entourant la mort violente de Vallier, pour laquelle Simon a été injustement condamné.

## Symbolique
Dans Les Feluettes, Michel Marc Bouchard « juxtapose d'abord au drame romantique que vivent Vallier et Simon la répétition d'un autre drame romantique...» C'est à travers les répétitions de cette pièce, Le Martyre de saint Sébastien de Gabriele D'Annunzio, que les deux amants vont se lier. Saint Sébastien s'impose alors comme l'image centrale de l'intrigue, car pour exprimer leur amour interdit, les deux protagonistes se servent des répliques de la pièce. En ce sens, le saint symbolise deux choses : l'extase sacrificielle et l'homosexualité.
Le martyre de saint Sébastien incarne une certaine forme de douleur nécessaire à l'atteinte de l'extase divine. L'image qu'il représente s'inscrit dans les souffrances de Vallier et Simon cherchant, à travers leur propre martyre, à atteindre une forme de sublimation sacrificielle. Les deux amants s'identifient à la pièce qu'ils jouent, vont chercher grâce à leur sacrifice à atteindre une forme de transcendance, à élever leur amour. Dans une entrevue accordée à Marie-Christine Lesage, Bouchard affirme vouloir « proposer un dialogue autre que celui superficiel, qui domine dans les médias et l'opinion publique.»  À travers l'image de saint Sébastien, « l'amour de Vallier et Simon obéit à des vérités profondes ancrées dans cet autre espace de connaissance, celui du mythe...»  L'amour de Simon et Vallier se transforme ainsi en symbole, devient le mythe. Or, pour atteindre cet idéal, il faut commettre le sacrifice. Empruntant une réplique à Sanaé, Vallier affirme d'ailleurs qu'« il faut tuer mon amour afin qu'il revive sept fois plus ardent. »
De plus, selon l'historienne d'art Janet Cox-Rearick, dès la Renaissance, il est commun de faire une lecture homoérotique de saint Sébastien. D'après elle, il existe une tradition littéraire liant le martyr à l'homosexualité. Louis Réau, également historien d'art, abonde dans le même sens, affirmant que dès le XVe siècle, « il ne reste plus [à saint Sébastien] que le patronage compromettant et inavouable des sodomites ou homosexuels, séduits par sa nudité d'éphèbe apollinien, glorifié par Le Sodoma. » C'est vers la fin du XIXe siècle que la figure de saint Sébastien s'impose comme une icône homosexuelle. Elle joue également un rôle important pour de nombreux artistes du XXe, notamment Federico García Lorca, Tennessee Williams (San Sebastino de Sodoma, Soudain l'été dernier) ou Yukio Mishima (Confession d'un masque).  
Ainsi, la passion ressentie par Vallier et Simon et le subséquent sacrifice tirent leur symbolique et leur justification dans l'art, notamment grâce à la pièce de Gabriele D'Annunzio. Les deux amants, à travers leur « homosexualité [...] complètement assumée », élèvent leur amour en modèle, en mythe digne de la figure de saint Sébastien. La sublimation de leur amour repose entièrement sur l'icône queer qu'est le martyr.

## Métathéâtralité
La pièce Les Feluettes est fondée sur certaines formes de métathéâtralité. En effet, celle-ci repose sur des emboîtements de temporalité et une mise en abyme du discours théâtral. Selon Piet Defraeye et Marylea MacDonald, « la mise en abyme constitue un élément majeur de l'intrigue et du personnage, et finit par devenir un thème de la pièce. »
Dans le prologue, l'action, dramatique se déroule en 1952, lorsque Simon Doucet séquestre Monseigneur Bilodeau. Dès cet instant, un théâtre dans le théâtre prend forme. La représentation des ex-détenus s'ancre dans la reconstitution des événements de 1912 et cela d'après les souvenirs de Simon. Ainsi, le spectacle s'avère un moyen d'expression refusé à ce dernier durant sa jeunesse. Donc, « par la remémoration et la reconstruction, Les Feluettes met en scène une répétition de ce qui a été et de ce qui sera. » Le médium du théâtre, comme motif, établit le thème principal et les personnages.
Par ailleurs, le processus d'énonciation s'appuie sur une certaine distanciation par rapport aux faits rapportés (le travestissement des ex-détenus en fait également partie) et met en relief le refoulement de l'homosexualité de plusieurs personnages. En effet, Simon ne pouvait exprimer celle-ci qu'à travers les paroles de saint Sébastien, une troisième pièce de théâtre s'insinuant dans le récit. Cette « double mise en abyme » permet à Vallier et Simon « d'exprimer leur amour mutuel ». De plus, la pièce est également un moyen d'expression pour le père Saint-Michel, « qui représente le prêtre catholique typique chez qui le refoulement [...] acquiert des dimensions tragiques. »
La mise en abyme est essentielle, car la parole de Simon, opprimée par le milieu extérieur, devient assumée. L'amour de Vallier et Simon, dans sa sublimation sacrificielle, exprime une acceptation et conséquemment une passion qui atteint la valeur absolue. Il devient un idéal accessible qu'à travers le filtre de la fiction. Cette passion devient mythe, à l'instar de la figure de saint Sébastien. La possibilité de prendre la parole, dont se saisit Simon, est un affront à un imaginaire collectif concevant l'homosexuel, et l'homosexualité, en un stéréotype péjoratif précis. La pièce s'avère ainsi une tentative de s'opposer à cette représentation unidimensionnelle. Les Feluettes « est une réponse à toute l'image véhiculée par les médias et le culte gay qui nous vient des États-Unis et qui réduit l'homosexualité au sida et au sexe. »

## Théorie identitaire
Le refoulement de l'homosexualité s'incarne en particulier dans le personnage de Simon. Il représente, à bien des égards, l'homme désirable. Or, son homosexualité, dans un contexte hétérocentrique, est incompatible avec le moule identitaire dans lequel elle se cristallise.
Selon les autres personnages, l'image que projette Simon est incompatible avec celle de l'homosexualité. En effet, celui-ci est la fierté de son père, il possède une grande beauté ; il est impensable de l'insérer dans un idéal autre qu'hétérosexuel. Ainsi, Simon est victime d'une hiérarchisation de l'identité sexuelle. L'archétype de l'homme séduisant, rêvé, est incompatible avec le discours dominant voulant que l'homosexualité s'exprime dans le stéréotype du « feluette », d'ailleurs facilement attribué à Vallier. De plus, selon Stéphane Lépine, « l'absence en épreuve d'abandon s'effectue aussi [...] par une féminisation du discours amoureux. » Prenant l'exemple de la scène dans laquelle Vallier et sa mère pleurent tous les deux l'absence d'un homme, il affirme qu'ils se rejoignent dans le désir de les retrouver. Conséquemment, Simon, intériorisant sa parole à travers le silence, gardant son secret, sous-entend une peur de s'exprimer et cède le contrôle à un discours hétérocentrique. 
De plus, Bilodeau, s'abritant dans le confort d'une certitude hiérarchique quant à la dominance de son point de vue, s'arroge le droit de contrôler Simon, de définir les principes que les marginaux doivent suivre. Toutefois, cela est, dans une certaine mesure, un échec. En effet, le discours réfuté par le milieu saguenéen de 1912, c'est-à-dire la voix refoulée de Simon, se matérialise dans la représentation qu'il dirige pour monseigneur Bilodeau en 1952. Selon Sylvain Duguay, « [e]n fait, c'est au tour de monseigneur Bilodeau de vivre la vérité. » Malgré l'insistance de ce dernier à lui refuser son libre arbitre, soit à contrôler sa vie et sa relation avec Vallier, même à lui interdire la mort qu'il s'est choisie, Simon reprend le contrôle de son propre discours grâce à l'art théâtral. Bref, réfutant la hiérarchisation dont il a été victime étant jeune, il reprend le contrôle de sa parole. En dépit des protestations de Monseigneur Bilodeau, il défie le pouvoir (principalement religieux), le dogme et ses stratégies discursives.

## Silence
Selon Eve Kosofsky Sedgwick, le silence est caractéristique du queer. En effet, il est partie intégrante du processus d'acceptation et de définition de l'identité en dehors des guides établis. 
Selon le théoricien Sylvain Duguay, « les échanges, souvent troublés par le refus des personnages d'accepter leur identité sexuelle, sont souvent les premiers balbutiements d'un discours plus général. » L'utilisation d'un discours théâtral, emprunté aux personnages de saint Sébastien et de Sanaé, permet à Simon et Vallier d'exprimer une voix qui serait réprimée dans un contexte différent. « Se servant souvent des répliques du Martyre pour se dire leur amour », ils parviennent à accéder à une certaine forme de parole. 

## Distribution originale
Distribution originale de la représentation du 10 septembre 1987 à la salle Fred-Barry du théâtre Denise-Pelletier, dans une mise en scène de André Brassard, assisté de Lou Fortier :
- Décor : Richard Lacroix
- Costumes : Marc-André Coulombe
- Éclairage : Claude Accolas
- Musique : Christian Thomas

Acteurs
- Jean Archambault : Monseigneur Bilodeau
- Jean-François Blanchard : le comte Vallier de Tilly
- René Richard Cyr : Jean Bilodeau
- Hubert Gagnon : le vieux Simon, le père Saint-Michel, le baron de Hüe
- René Gagnon : la comtesse Marie-Laure de Tilly
- Claude Godbout : l'étudiant, la baronne de Hüe
- Yves Jacques : la demoiselle Lydie-Anne de Rozier
- Roger La Rue : Timothée Doucet
- Denis Roy : Simon Doucet

## Distinctions
Dès sa première mise en scène, la pièce Les Feluettes a reçu plusieurs prix :
- Grand prix littéraire du Journal de Montréal, 1988.
- Prix d'interprétation, décerné ex æquo à René Gagnon et Yves Jacques, Quinzaine internationale de Théâtre de Québec, 1988.
- Prix de la Meilleure interprétation masculine à René Gagnon et Prix de la Meilleure mise en scène à André Brassard par l'Association québécoise des critiques de théâtre, 1988.
- Prix Gascon-Roux du Théâtre du Nouveau Monde, 1988-1989.

## Traductions
La pièce a été traduite en plusieurs langues :
En espagnol
- Traduit pour le Mexique par Boris Schoemann sous le titre de Los Endebles o la Repeticón de un drama romántico. Il s'agit d'une production du Teatro La Capilla, Mexico, le 11 mai 2001.

En italien
- Traduit par Francesca Moccagatta sous le titre de La Mammole prova o ripetizione di un drama romantico. Cette traduction a été présentée en lecture publique au Festival Intercity/Montréal à Florence en octobre 1992.

En anglais
- Traduit pour l'Écosse par Martin Bowman et Bill Findlay sous le titre de The Skelfs or The rehearsal of a Romantic Drama, en 1993.
- Traduit pour le Canada anglais par Linda Gaboriau sous le titre de Lilies or The Revival of a Romantic Drama, en 1988. Cette traduction a été présentée en lecture publique par les comédiens francophones de la création dans une coproduction de Factory Theatre et du CEAD à Toronto, le 20 mai 1988.

La pièce a également été traduite sous les titres suivants :
- Los Lirios, traduction en espagnol uruguayen.
- The Doetjes et Lelies, traductions en néerlandais.
- Lillies, traduction en japonais.

## Adaptation
La pièce a été adaptée au cinéma par le réalisateur canadien John Greyson, dans un scénario adapté de Michel Marc Bouchard, sous le nom Lilies.
La pièce a été adaptée en 2016 par l'Opéra de Montréal, mise en scène par Serge Denoncourt, avec une musique signée par le compositeur australien Kevin March.